# 獅子座χ
靈臺一（χ Leo，獅子座 χ），又名BD+08 2455，HD 96097、SAO 118648、HR 4310，是獅子座的一颗恒星，视星等为4.63，位于銀經246.14，銀緯57.94，其B1900.0坐标为赤經10h 59m 51.5s，赤緯+7° 57.94′ 36″。